# Эскорт-услуги
Эско́рт-услу́ги (от англ. to escort — вести, сопровождать) — вид бизнеса, формально занимающегося предоставлением эффектных спутниц и спутников богатым клиентам для появления с ними на мероприятиях (деловых встречах, благотворительных балах и в путешествиях). Эскорт-аге́нтства также организуют праздники, розыгрыши призов, путешествия. На практике, поскольку занимающиеся профессией эскорта напоминают древнегреческих гетер как по набору требований (внешние данные, знание иностранных языков, физическая тренированность, навыки танца и пения, умение вести беседу), так и по роду занятий, во многих странах эскорт-услуги имеют чёткую сексуальную направленность.
Модели, оказывающие эскорт-услуги  появляются на страницах глянцевых журналов, в рекламе, на подиумах дефиле. Однако их карьера без сексуальных услуг затруднена, и исследователи по этой причине относят их к «высшему слою» проституции. Сами модели рассматривают свои ночные занятия не как проституцию, a как временный заработок либо издержки карьерного продвижения.
Работа моделей в эскорт-агентствах разделяется на «дневную» и «ночную». Дневная работа на официальных мероприятиях приносит доход агентству, сами же модели получают немного, а ночной заработок за сексуальные услуги много выше и целиком остаётся эскортнице.